# Cymbachina
Cymbachina is een monotypisch geslacht van spinnen uit de  familie van de Thomisidae (krabspinnen).

## Soort
- Cymbachina albobrunnea (Urquhart, 1893)